# Нина Ричи
Нина Ричи (на италиански: Nina Ricci) е известна френска моделиерка от италиански произход.

## Биография и дейност
Нина Ричи, с рожд. име Мария Ниели (на италиански: Maria Nielli), е родена на 14 януари 1883 г. в град Торино, но още като малка се премества да живее във Флоренция, а на 12-годишна възраст в Париж.
През 1904 г. сключва брак с Луиджи Ричи. Основава модна дизайнерска къща в Париж през 1932 г., за което я убеждава нейният единствен син. Тя бързо се превръща в престижно име във френската модна индустрия. През 1946 г. освен облекло, модната къща започва да пуска на пазара и парфюми.
От 1998 г. модната къща Nina Ricci е собственост на испанската корпорация Puig.
Нина Ричи умира на 87 години в Париж.

## Парфюм
Най-известният парфюм

### 1945—1998
- Cœur joie
- Capricci
- Fille d'Ève
- Farouche
- Pomme d'Amour
- Signoricci

### След 1998
- L’air du Temps
- Love by Nina
- Nina
- Premier Jour
- Love in Paris
- Ricci Ricci
- Nina L’Elixir

## Галерия
- Вечерна рокля от зелена, розова и синя машинна дантела върху зелена копринена органза. Проектирана от Жерар Пипар за Нина Ричи, 1968
- Вечерна рокля, състояща се от корсаж и пола от черен креп жоржет, щампована с цветни цветя, 1978
- Вечерна рокля на Нина Ричи от 70-те години. Бледорозова копринена органза с бродерия от мъниста
- Презентация на новите униформи на стюардесите от „KLM“, 1981